# أكاديا (بوليا)
أكاديا (بالإيطالية: Accadia)‏ هي بلدية في مقاطعة فودجا في إقليم بوليا الإيطالي.

## السكان
في سنة 1861 بلغ عدد السكان 4٬214 نسمة، وتطور العدد ليصل في سنة 2011 لـ 2٬418 نسمة.
يظهر هذا المخطط البياني تطور النمو السكاني لـ أكاديا (بوليا)

## توأمة
لأكاديا (بوليا) اتفاقيات توأمة مع كل من:
- سان ماركو في لاميس
- سبيلو